# Reformierte Kirche Flerden

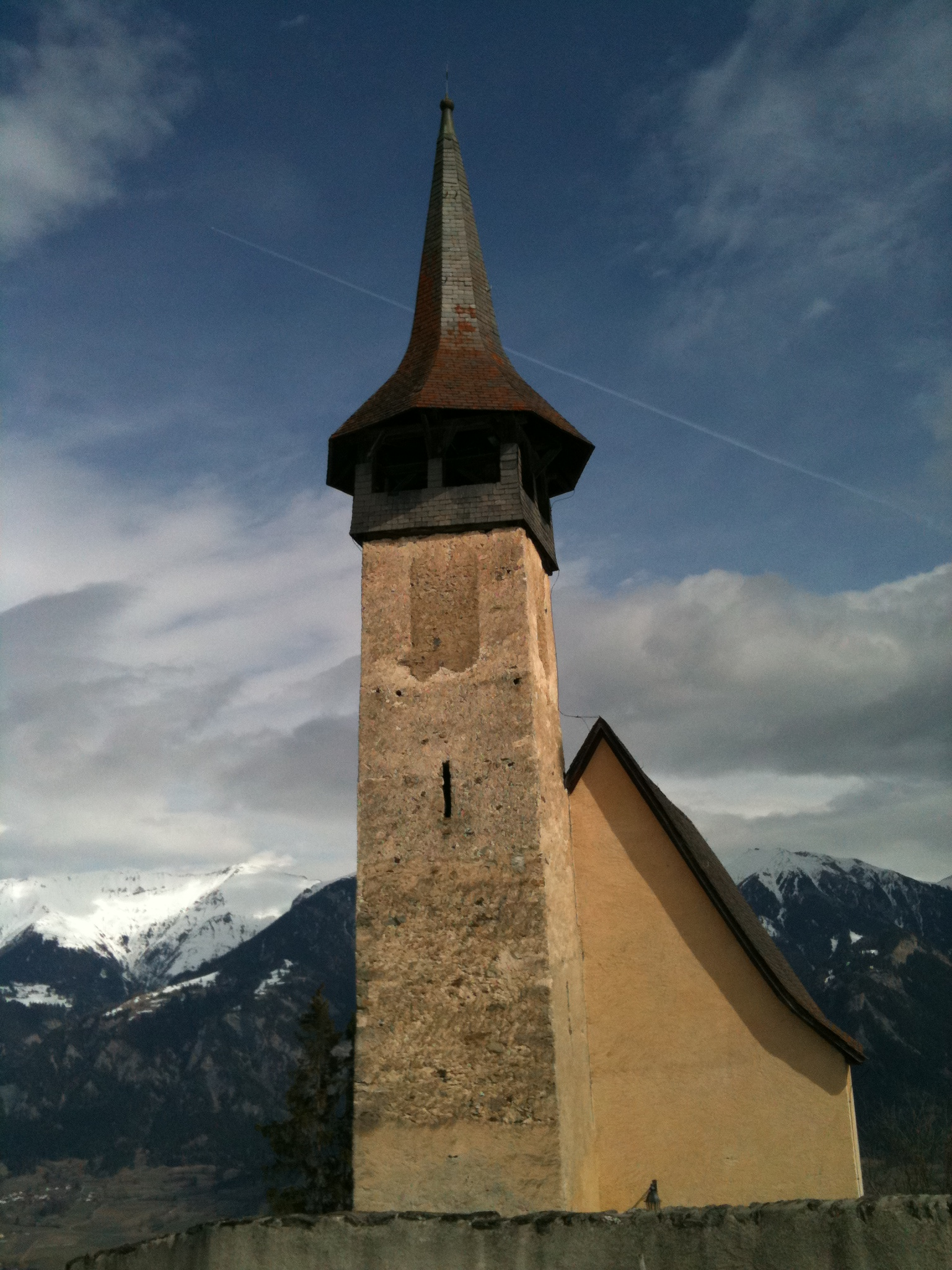
Reformierte Kirche mit markantem Turm

Die reformierte Kirche in Flerden am Heinzenberg ist ein denkmalgeschütztes evangelisch-reformiertes Gotteshaus in nördlicher Hanglage über dem Dorf.

## Geschichte und Ausstattung
Ersturkundlich bezeugt ist die Kirche 1466. Der Chor wurde noch in vorreformatorischer Zeit um das Jahr 1500 neu errichtet.
Das Kirchenschiff geht in seiner Bausubstanz zurück auf eine auf 1300 datierte romanische Vorgängerkirche.
Spätmittelalterlich ist auch der Kirchturm an der Westseite der Fassade. An seiner Spitze finden sich über der die ganze geschaffene Welt anzeigenden Kugel (zugleich Kirchturmknopf mit Zeitkapsel) ein Halbmond, der Maria symbolisiert, und zuoberst ein Stern, der für Jesus selbst steht.
Im Kircheninneren haben sich Reste einer Wandmalerei aus gleicher Zeit schwach erhalten. Die Kanzel stammt aus dem Jahr 1759.

## Kirchliche Organisation
Flerden war jahrhundertelang mit den anderen Dörfern des Inneren Heinzenbergs in einer Pastorationsgemeinschaft verbunden. Heute ist sie Teil der Kirchengemeinde Oberheinzenberg und wird von Cazis und Thusis aus betreut.

## Galerie

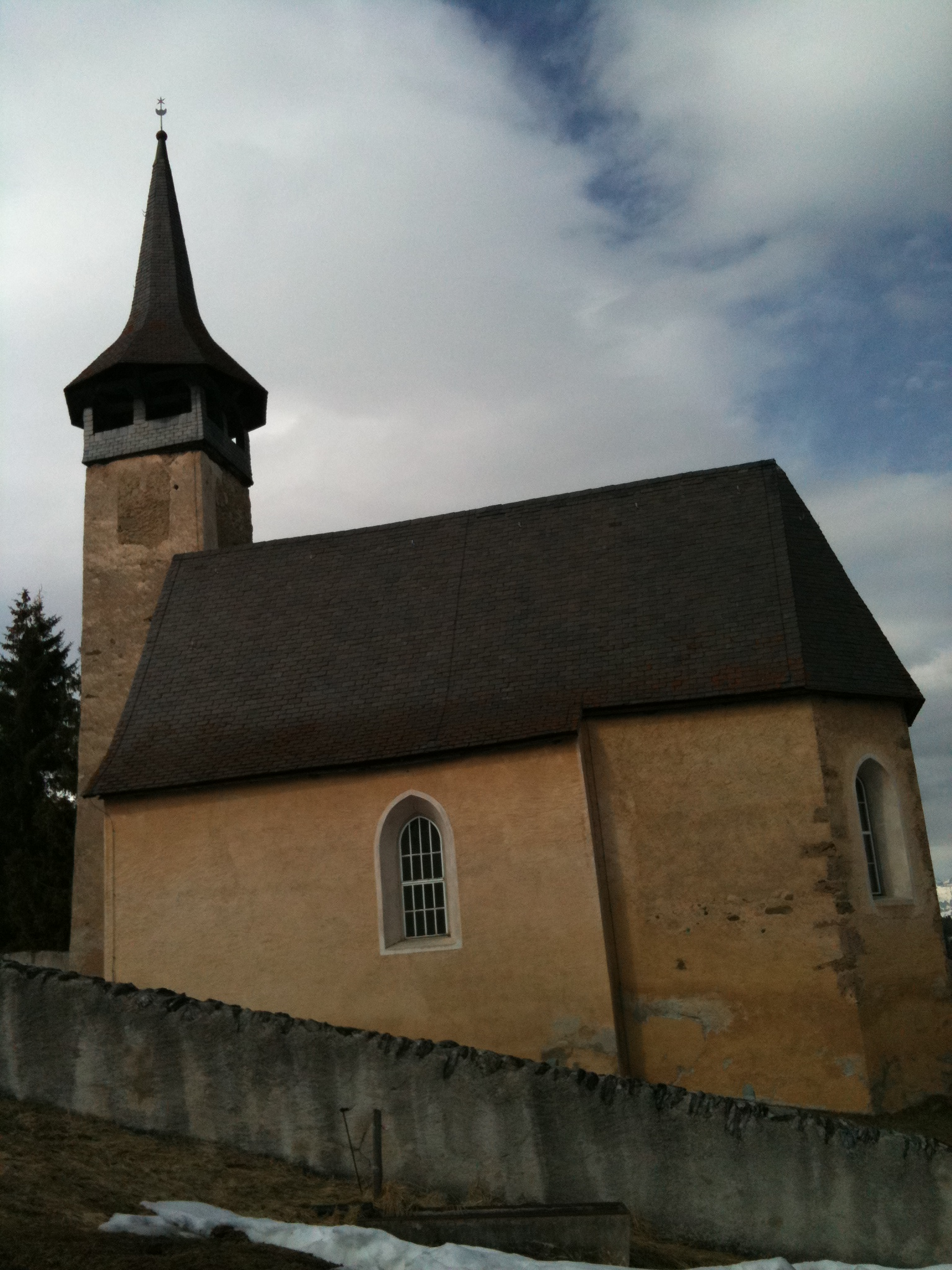
Aussenansicht
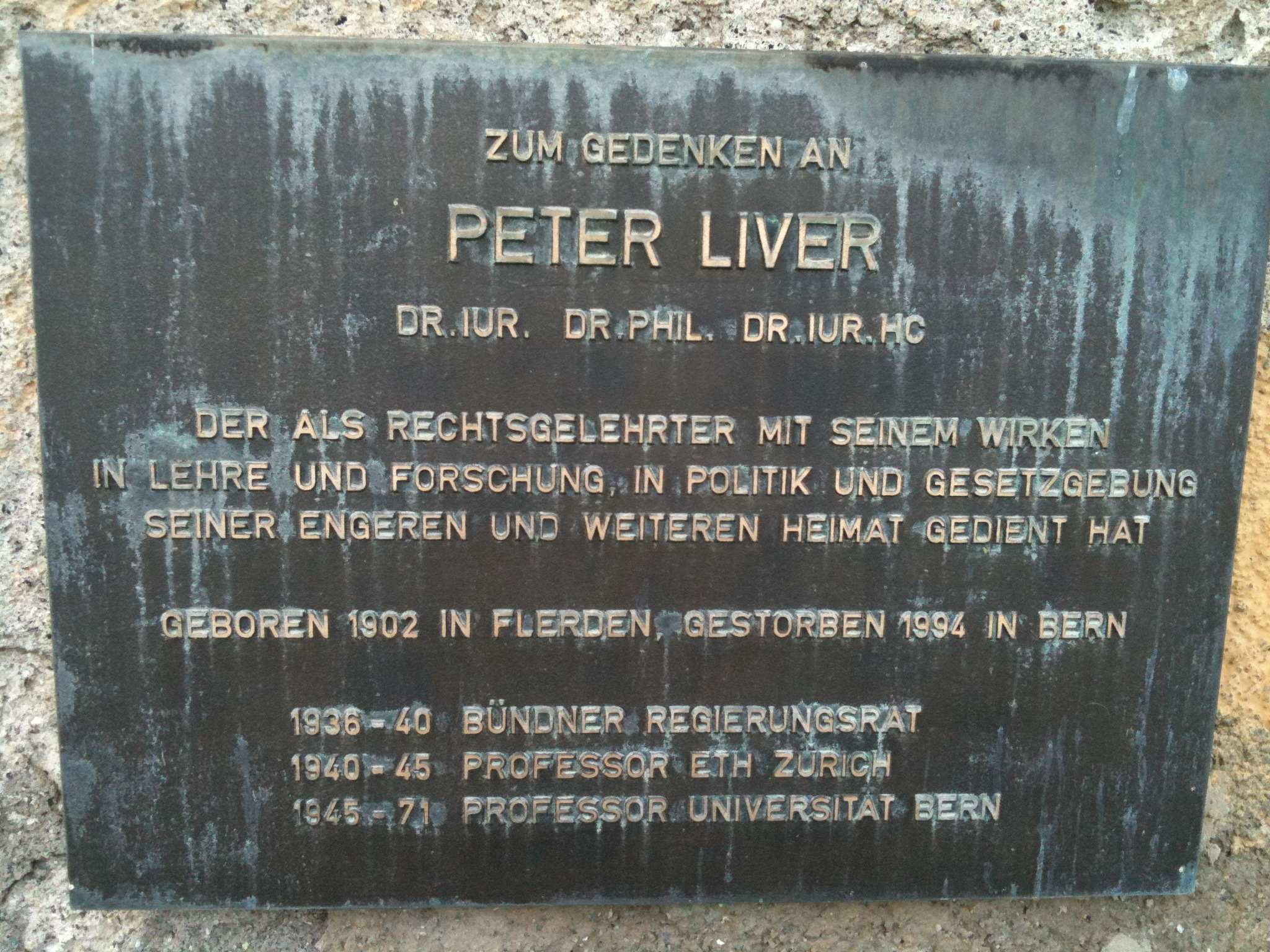
Gedenktafel für den Bündner Regierungsrat und Rechtsprofessor Peter Liver an der Kirche